# Ја сам старински ормар
„Ја сам старински ормар“ је југословенски телевизијски филм из 1986. године. Режирао га је Фарук Соколовић, а сценарио је писала Смиљана Јелчић-Иваношић.

## Улоге
| Глумац               | Улога   |
| -------------------- | ------- |
| Божидарка Фрајт      | Мира    |
| Ања Шоваговић-Деспот | Љерка   |
| Драган Јовичић       | Владо   |
| Ирфан Менсур         | Пуба    |
| Жељко Кецојевић      | Павле   |
| Дара Стојиљковић     | Берта   |
| Младен Нелевић       | Носач   |
| Мурис Оручевић       | Агент 1 |
| Мирза Тановић        | Агент 2 |